# Canon EF-S 18-55 мм
Canon EF-S 18-55 мм — выпускающаяся с 2003 года серия зум-объективов для цифровых фотоаппаратов Canon EOS с матрицами формата APS-C. Объективы имеют байонет EF-S, диапазон фокусных расстояний от 18 до 55 мм и светосилу от 1:3,5 (1:4 у последней модели) на минимальном фокусном расстоянии до 1:5,6 на максимальном. Поскольку фотоаппараты, для которых предназначены эти объективы, имеют кроп-фактор, равный 1,6, эквивалентное фокусное расстояние объективов составляет примерно 29—88 мм.
Объективы этой серии поставлялись в официальных комплектах почти со всеми фотоаппаратами семейства EOS, обладающими байонетом EF-S, за исключением 50D и 7D (при этом, некоторые магазины комплектовали упомянутые модели объективами 18—55 мм).
Всего в серии — девять вариантов объектива (приводятся оригинальные названия и даты с сайта Canon Camera Museum):
- EF-S 18-55mm f/3.5-5.6 (сентябрь 2004) — в действительности появился в августе 2003 года вместе с Canon EOS 300D;
- EF-S 18-55mm f/3.5-5.6 USM (сентябрь 2004);
- EF-S 18-55mm f/3.5-5.6 II (март 2005);
- EF-S 18-55mm f/3.5-5.6 II USM (март 2005);
- EF-S 18-55mm f/3.5-5.6 IS (сентябрь 2007);
- EF-S 18-55mm f/3.5-5.6 III (март 2011);
- EF-S 18-55mm f/3.5-5.6 IS II (март 2011);
- EF-S 18-55mm f/3.5-5.6 IS STM (март 2013);
- EF-S 18-55mm f/4-5.6 IS STM (апрель 2017).

Также компанией был выпущен объектив EF-M 18-55 mm f/3.5-5.6 IS STM с байонетом EF-M, стабилизацией изображения и шаговым мотором STM (анонс — июль 2012). Он обладает другим байонетом и не совместим с зеркальными фотоаппаратами.

## Первое поколение

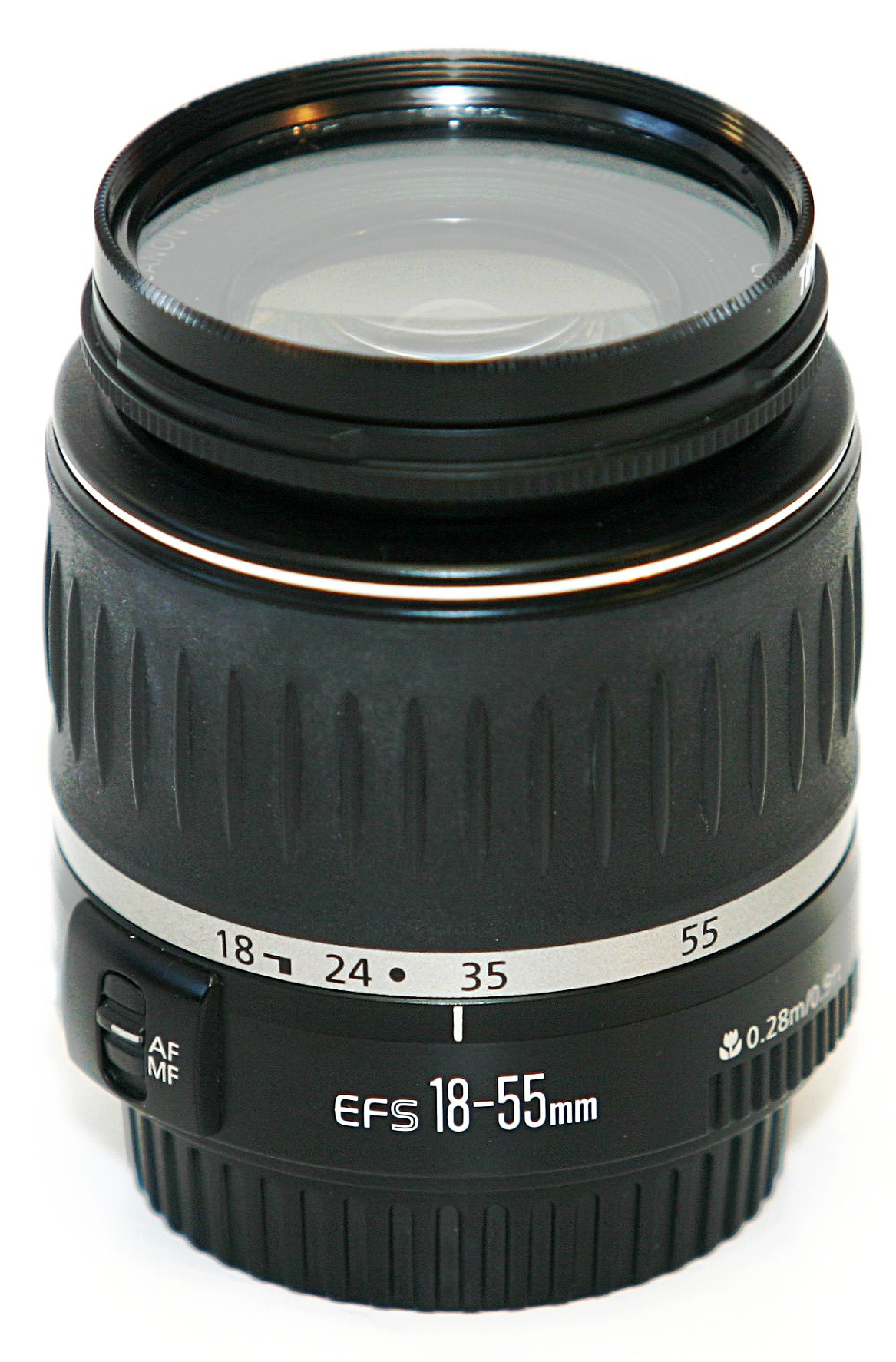
Первое поколение

Первый вариант объектива выпускался с 2003 года, став первым объективом с креплением EF-S. Поставлялся с EOS 300D и EOS 20D. Помимо базовой версии, выпускалась модификация с ультразвуковым мотором (USM), преимущественно для японского рынка.
Качество изображения этой модели оценивается как весьма посредственное, особенно на широком угле (фокусное расстояние 18 мм). Объектив страдает значительными хроматическими аберрациями, низким разрешением по полю кадра на коротких фокусных расстояниях, ощутимой дисторсией на 18 мм.
Снят с производства.

## Второе поколение

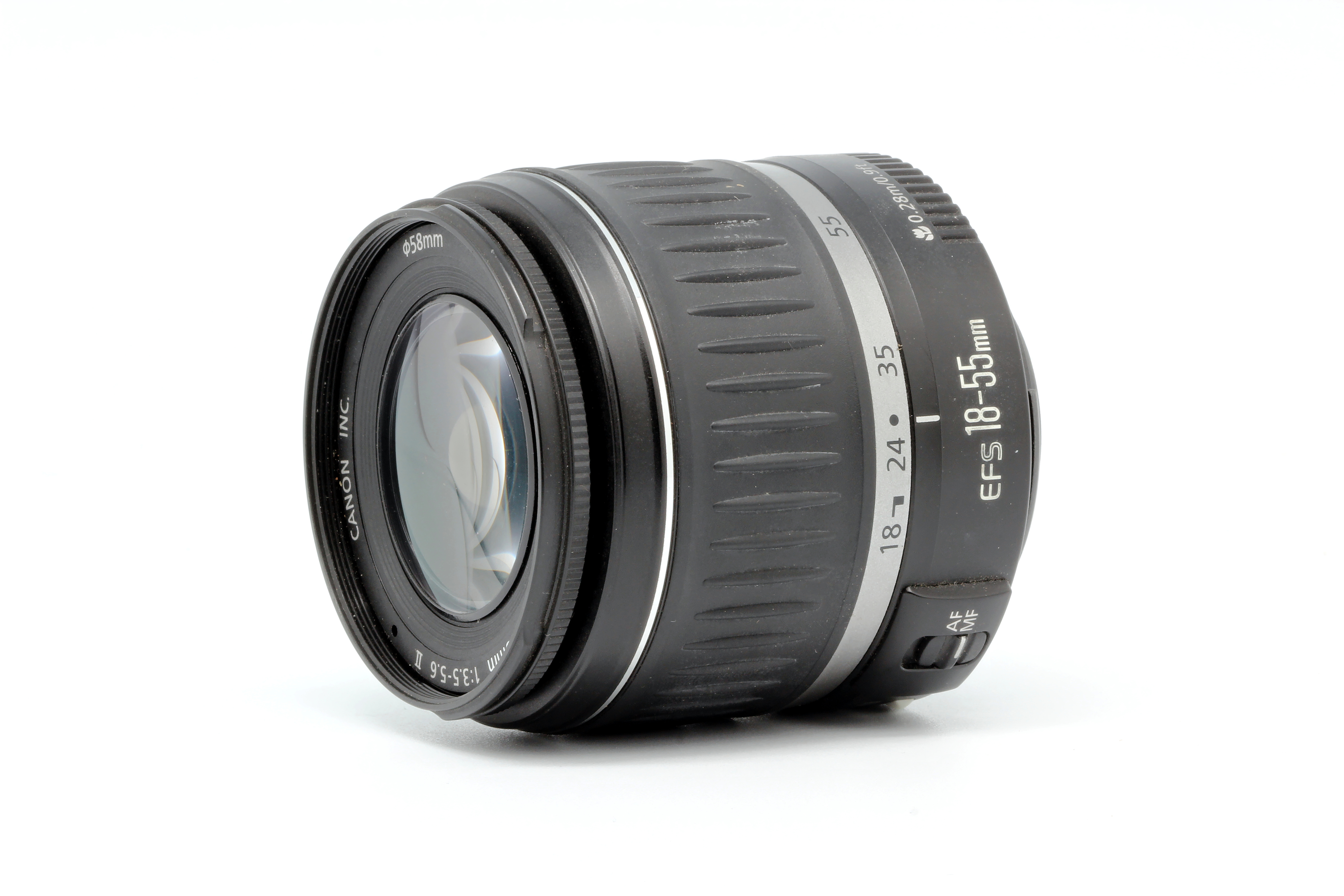
Второе поколение

В начале 2005 года объектив был модернизирован и получил индекс II. Изменения носили косметический характер и не затронули оптическую схему. Этот вариант поставлялся в комплекте с EOS 350D, EOS 30D и EOS 400D. Также выпускалась версия с мотором USM (артикул 9475A002). Снят с производства.

## Третье поколение

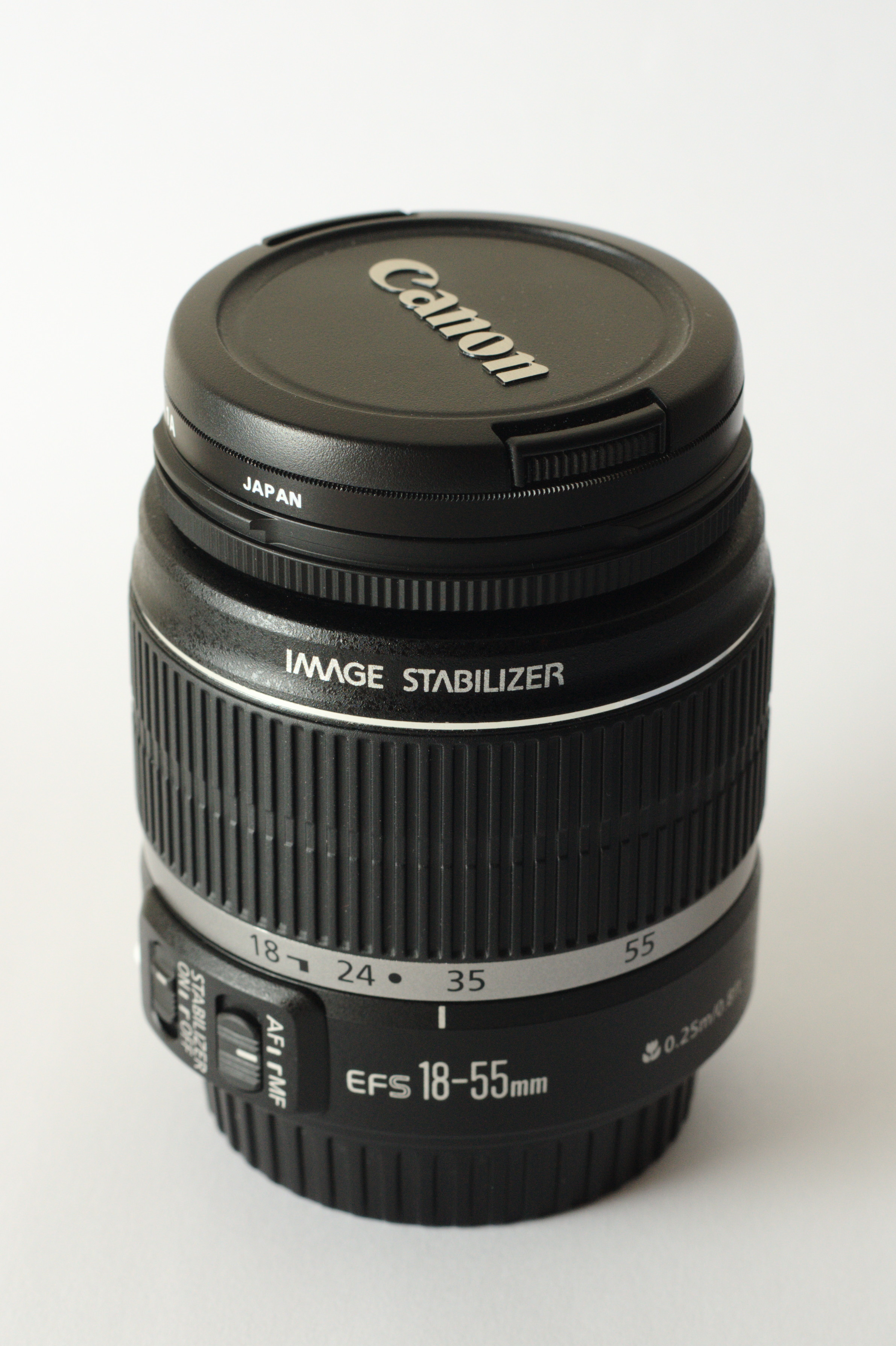
Третье поколение

В 2007 году объектив был полностью обновлён и получил название Canon EF-S 18-55mm f/3.5-5.6 IS. Оптическая схема не претерпела принципиальных изменений, однако отличается от предшествующей и включает в себя подвижный элемент для стабилизации изображения. Уменьшилось минимальное расстояние до объекта съёмки, вместе с ним увеличилось максимальное увеличение — с 0,28 до 0,34. Новое покрытие Super Spectra уменьшает блики и увеличивает контраст изображения.
Система оптической стабилизации изображения упрощена по сравнению с более дорогими объективами марки и задействует лишь один подвижный элемент, однако компания утверждает, что эффективность стабилизации у 18-55 мм сравнима с таковой у дорогих объективов.
Количество элементов оптической схемы и их расположение остались прежними, но сами элементы иные. Диаметр передней линзы увеличился с 37 до 44 мм, стали крупнее и следующие три элемента. Диафрагма перенесена ближе к матрице, по сравнению с предшествующей версией. Объектив стал тяжелее всего на 10 грамм, диаметр практически не изменился, а длина выросла на 4 мм. Изменился рисунок резиновой накладки кольца трансфокатора.
Объектив получил высокие оценки за свои оптические характеристики, особенно в сравнении с предыдущей версией. Значительно выросло разрешение, особенно по краям кадра и в углах, снизился уровень хроматических аберраций. Отмечается хорошая работа системы стабилизации. К недостаткам относят вращающийся передний элемент, неэффективную бленду и неудобное кольцо фокусировки. На фокусном расстоянии 18 мм велики виньетирование при открытой диафрагме и дисторсия.
Объектив был представлен 20 августа 2007 года, в продаже с октября того же года. Поставлялся в комплекте с EOS 40D, EOS 450D, EOS 500D, EOS 550D, EOS 1000D, EOS 60D. Снят с производства, однако до сих пор доступен в комплекте с 60D.

## Четвёртое поколение

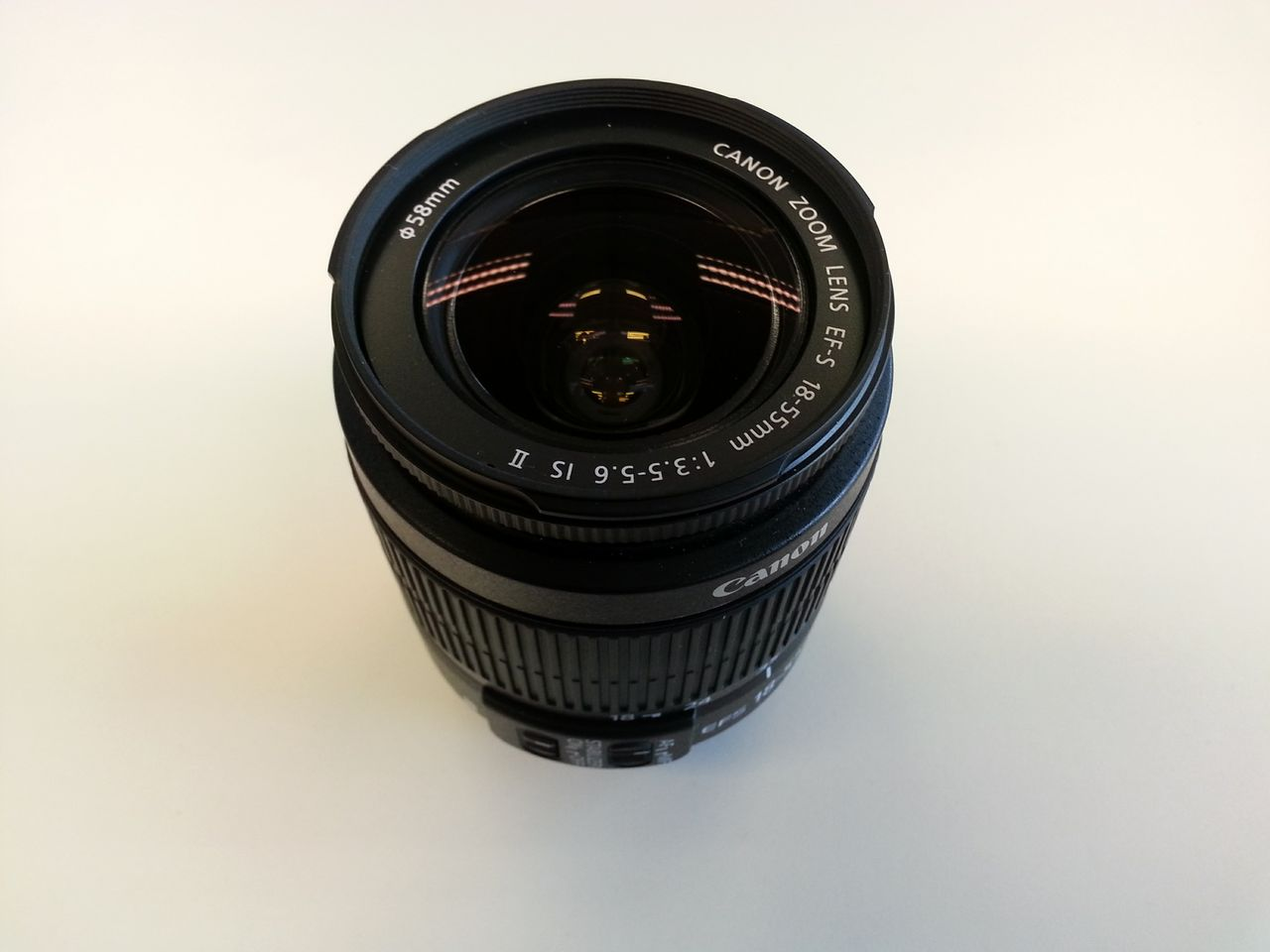
Модель четвёртого поколения со стабилизацией: Canon EF-S 18-55mm f/3.5-5.6 IS II

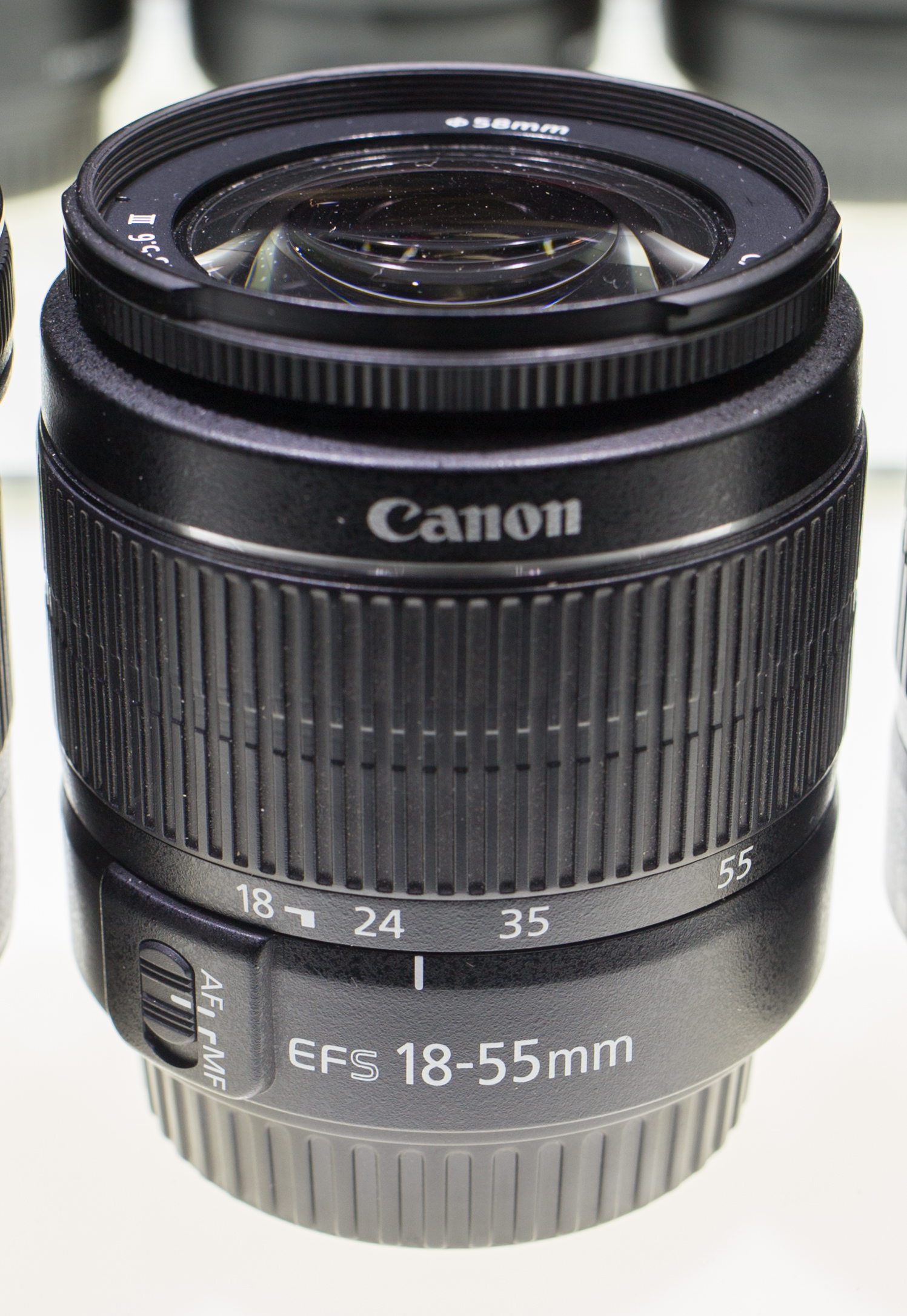
Модель четвёртого поколения без стабилизации: Canon EF-S 18-55 mm f/3.5-5.6 III

EF-S 18-55mm f/3.5-5.6 IS II (артикул 2042B002) представлен в 2011 году. Отличается от предыдущей версии внешним оформлением: в частности, шкала фокусных расстояний вместо серебристой стала чёрной. Поставляется в комплекте с Rebel T2i (американским вариантом 550D), 600D, 1100D, 650D, 1200D и 2000D.
Также выпущен вариант этого объектива без стабилизации изображения — EF-S 18-55 mm f/3.5-5.6 III.

## Пятое поколение

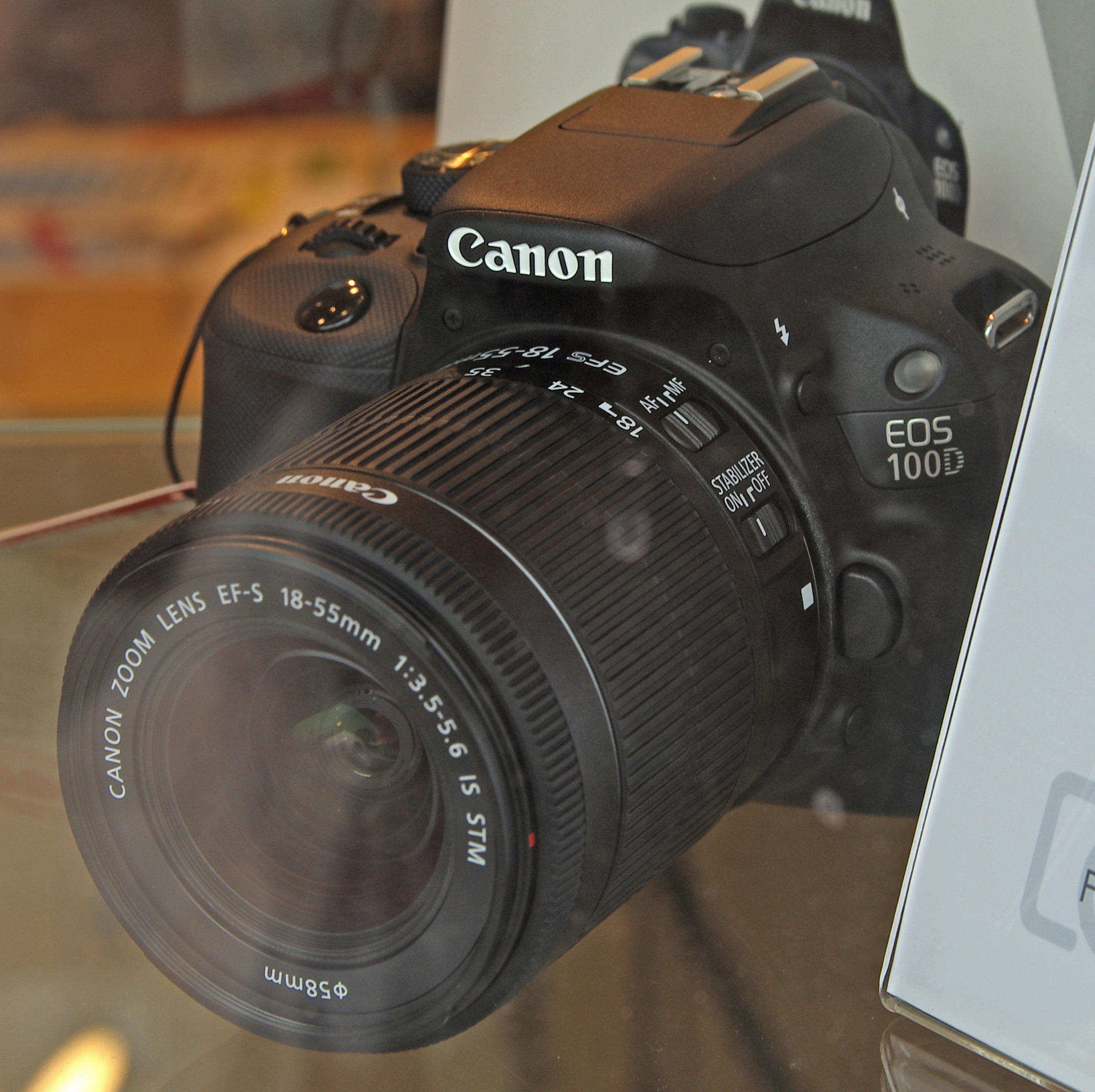
Объектив пятого поколения с шаговым мотором

В марте 2013 года одновременно с фотоаппаратами Canon EOS 700D и Canon EOS 100D была представлена новая версия объектива с шаговым мотором: EF-S 18-55mm f/3.5-5.6 IS STM (артикул 8114B002). Шаговый мотор намного удачнее подходит для постоянных небольших перемещений, что востребовано при видеосъёмке. Этот объектив имеет не вращающийся при фокусировке передний элемент, что отличает его от предшественников в лучшую сторону. Это третий фотообъектив с шаговым мотором для зеркальных фотоаппаратов «кэнон» после EF-S 18-135mm f/3.5-5.6 IS STM и EF 40mm f/2.8 STM и пятый объектив с шаговым мотором, если считать модели с байонетом EF-M, предназначенные для беззеркальных фотоаппаратов компании.
Оптическая формула полностью пересмотрена, теперь она включает 13 элементов, объединённых в 11 групп; один из элементов имеет асферическую форму. Приблизительно на несколько миллиметров увеличилась длина объектива, заметно шире стало кольцо фокусировки. Диафрагму образуют 7 лепестков вместо шести у предыдущих версий.
Рекомендованная стоимость объектива в США — 250 долларов, в комплекте с фотоаппаратом — 150 долларов.

## Шестое поколение
Новая модель с STM-мотором — EF-S 18-55mm f/4-5.6 IS STM отличается уменьшенными размерами, при этом светосила на широком конце снизилась с 1:3,5 до 1:4. Объектив представлен в феврале 2017 года, начало продаж запланировано на апрель 2017 года, вместе с фотоаппаратами Canon EOS 800D и Canon EOS 77D. Стоимость в США — 250 долларов.

## Сводная таблица
| Модель                        | Год  | Оптика                                                        | Мин. дистанция | Макс. увелич. | Диафрагма                              | Фильтр | Корпус                | Примечание                         | Тесты                                |
| ----------------------------- | ---- | ------------------------------------------------------------- | -------------- | ------------- | -------------------------------------- | ------ | --------------------- | ---------------------------------- | ------------------------------------ |
| EF-S 18-55mm f/3.5-5.6        | 2003 | 11 элементов в 9 группах, асферический элемент                | 0,28 м         | 0,28          | 6 лепестков, скруглённая, до 1:22—1:36 | ⌀58 мм | ⌀68,5 × 66 мм 190 г   | бленда EW-60C                      |                                      |
| EF-S 18-55mm f/3.5-5.6 USM    | 2003 | 11 элементов в 9 группах, асферический элемент                | 0,28 м         | 0,28          | 6 лепестков, скруглённая, до 1:22—1:36 | ⌀58 мм | ⌀68,5 × 66 мм 190 г   | ультразвуковой мотор бленда EW-60C | SLR Gear                             |
| EF-S 18-55mm f/3.5-5.6 II     | 2005 | 11 элементов в 9 группах, асферический элемент                | 0,28 м         | 0,28          | 6 лепестков, скруглённая, до 1:22—1:36 | ⌀58 мм | ⌀68,5 × 66 мм 190 г   | бленда EW-60C                      | LensTip Photozone                    |
| EF-S 18-55mm f/3.5-5.6 II USM | 2005 | 11 элементов в 9 группах, асферический элемент                | 0,28 м         | 0,28          | 6 лепестков, скруглённая, до 1:22—1:36 | ⌀58 мм | ⌀68,5 × 66 мм 190 г   | ультразвуковой мотор бленда EW-60C |                                      |
| EF-S 18-55mm f/3.5-5.6 IS     | 2007 | 11 элементов в 9 группах, асферический элемент, стабилизация  | 0,25 м         | 0,34          | 6 лепестков, скруглённая, до 1:22—1:36 | ⌀58 мм | ⌀68,5 × 70 мм 200 г   | бленда EW-60C                      | DP Review LensTip Photozone SLR Gear |
| EF-S 18-55mm f/3.5-5.6 IS II  | 2011 | 11 элементов в 9 группах, асферический элемент, стабилизация  | 0,25 м         | 0,34          | 6 лепестков, скруглённая, до 1:22—1:36 | ⌀58 мм | ⌀68,5 × 70 мм 200 г   | бленда EW-60C                      | Digital Picture LensTip SLR Gear     |
| EF-S 18-55mm f/3.5-5.6 III    | 2011 | 11 элементов в 9 группах, асферический элемент                | 0,25 м         | 0,34          | 6 лепестков, скруглённая, до 1:22—1:36 | ⌀58 мм | ⌀68,5 × 70 мм 200 г   | бленда EW-60C                      |                                      |
| EF-S 18-55mm f/3.5-5.6 IS STM | 2013 | 13 элементов в 11 группах, асферический элемент, стабилизация | 0,25 м         | 0,36          | 7 лепестков, скруглённая               | ⌀58 мм | ⌀69 × 75,2 мм 205 г   | шаговый мотор бленда EW-63C        | Photozone SLR Gear                   |
| EF-S 18-55mm f/4-5.6 IS STM   | 2017 | 12 элементов в 10 группах, стабилизация                       | 0,25 м         | 0,25          | 7 лепестков, скруглённая               | ⌀58 мм | ⌀66,5 × 61,8 мм 215 г | шаговый мотор бленда EW-63C        | Digital Picture                      |

## Сравнение с похожими объективами
На начало 2014 года стоимость объектива версии IS II составляла в США 200 долларов (в комплекте с фотоаппаратом — 100), а версии IS STM — 250 долларов (в комплекте с фотоаппаратом — 150). Это самые доступные зум-объективы марки, обладающие при этом высоким качеством изображения при небольшой массе.
По сравнению с другими зум-объективами «Кэнон» с креплением EF-S, охватывающими диапазон 18—55 мм, 18-55mm IS II характеризуется едва ли не лучшим качеством изображения (сравнимым с таковым у топ-модели EF-S 17-55mm f/2.8 USM IS), наименьшими габаритами и массой и минимальной стоимостью. В то же время, он уступает конструктивом, отсутствием ультразвукового мотора, диапазоном фокусных расстояний и, по сравнению с отдельными моделями, светосилой.
- Canon EF-S 17-85 мм f/4-5.6 IS USM обладает ультразвуковым мотором и более широким диапазоном фокусных расстояний, имеет более основательную конструкцию, но уступает 18—55 мм IS II в качестве изображения, размерах и массе. Стоимость в 2014 году в США — 490 долларов.
- Canon EF-S 17-55 мм f/2.8 IS USM — топ-модель для фотоаппаратов с креплением EF-S, с постоянной светосилой 1:2,8, высоким качеством изображения, системой стабилизации и быстрой автофокусировкой. При этом имеет значительно бо́льшие размеры, массу и стоимость (880 долларов).
- Canon EF-S 15-85mm f/3.5-5.6 IS USM является дальнейшим развитием модели 17—85 мм. Уступает 18—55 мм в качестве изображения, однако предоставляет ощутимо больше возможностей благодаря расширенному диапазону фокусных расстояний. Отличается довольно высокой стоимостью (700 долларов в 2013—2014 г.).

Альтернативой объективу 18—55 мм также являются модели сторонних производителей, в первую очередь Sigma 17-70mm F2.8-4 DC OS HSM и две модели Tamron: 17-50mm F2.8 (без стабилизатора) и 17-50mm F2.8 VC. Как и кэноновские объективы, эти варианты имеют свои преимущества, но при этом дороже.
Ультразумы (объективы с фокусным расстоянием от 16—18 до 135—300 мм) оптически хуже, дороже, тяжелее и часто крупнее, но более универсальны. Ряд моделей обладает ультразвуковым мотором и более удачным конструктивом.